# Abadá
Abadá pode se referir a vários itens de vestuário: um tipo de bata ou túnica branca usada pelos muçulmanos que aportavam no Brasil como escravos, o uniforme dos trabalhadores portuários no Brasil, as calças usadas pelos capoeiristas ou uma camisa vendida em um carnaval (geralmente uma regata) ou produção teatral para promover o evento.
É uma palavra de origem africana, do iorubá, trazida pelos negros malês para a Bahia.
Assim também é chamada, até hoje, a indumentária dos capoeiristas. É provável que essa bata que servia as orações também vestisse os jogadores da capoeira durante suas rodas.
Existe a lenda de que capoeiristas usavam branco como forma de demonstrar sua paz: os melhores mestres da capoeira mantinham seus abadás impecáveis depois da luta.

## História
No carnaval de 1993, o designer e carnavalesco Pedrinho da Rocha, o músico Durval Lelys, da Banda Asa de Águia, e o Bloco Carnavalesco Eva lançaram um novo tipo de fantasia para substituir as antigas mortalhas. Em homenagem ao Mestre Sena, antigo capoeirista e amigo, o designer batizou a nova fantasia de abadá que logo virou sucesso em todo o Brasil e terminou por popularizar essa palavra. Alguns dicionários, como o Caldas Aulete (o Dicionário Contemporâneo da Língua Portuguesa), citam apenas a versão carnavalesca; a Grande Enciclopédia Larousse, no entanto, é mais completa, citando os dois usos da palavra e sua etimologia.

## Abadá na capoeira

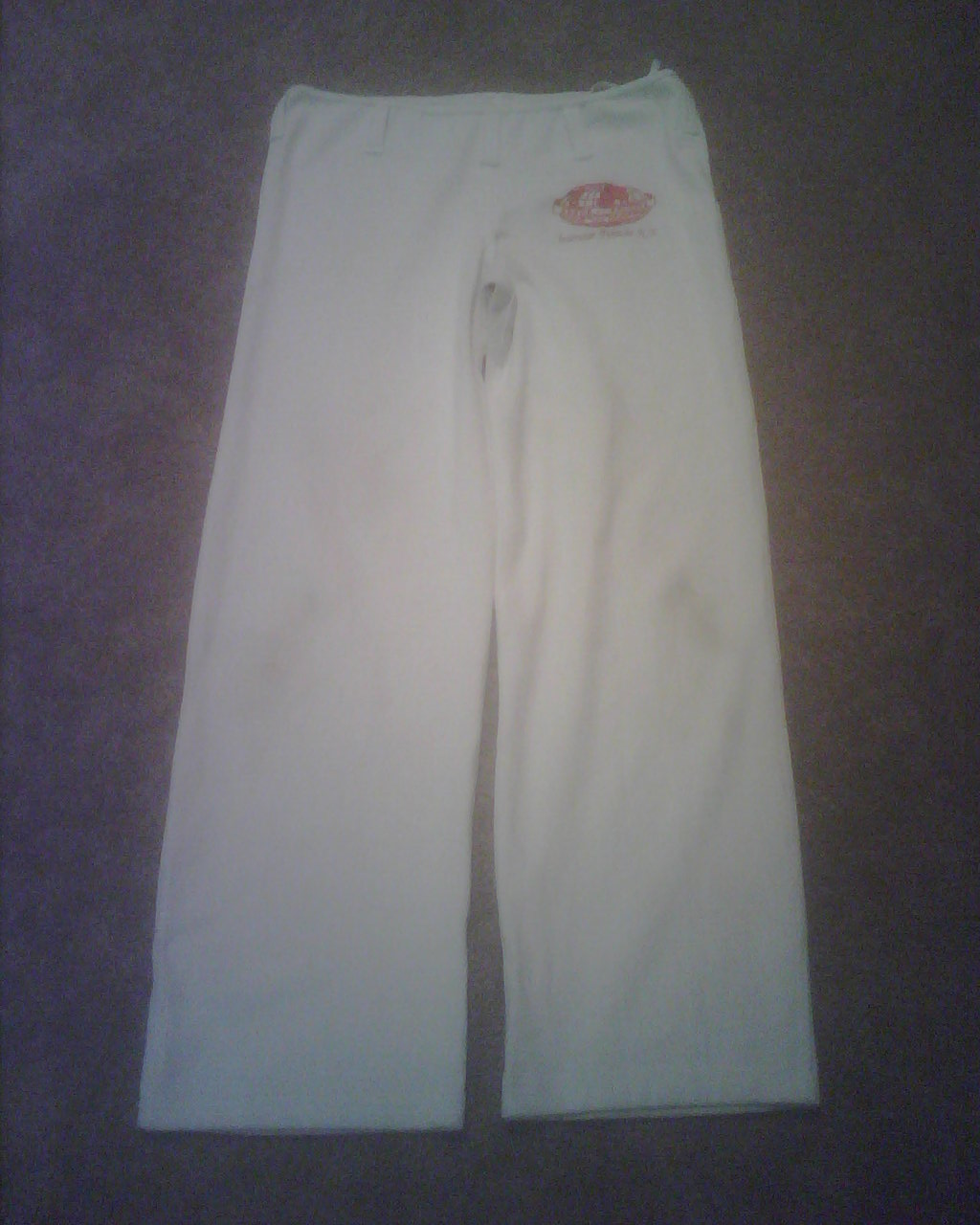
Calça de capoeira (abadá)

Abadás originalmente sempre foram brancos. Abadás de capoeira são geralmente de cor branca com o logotipo da escola que pratica a capoeira (geralmente na perna esquerda). No entanto, existem abadás genéricos com que algumas escolas treinam, reservando seus abadás originais para manifestações. Além disso, algumas escolas de capoeira não permitem nenhuma outra calça de exercício para treinamento. Várias escolas dizem que o branco é como um símbolo de pureza, representando a arte marcial pura da capoeira. Acredita-se também que a cor branca tem vínculos religiosos, tornando-o apropriado para demonstrações de capoeira. Muitos capoeiristas acreditam que a capoeira é de natureza religiosa, e dão a maior forma de respeito a sua arte marcial praticada. Assim, a cor branca é sempre usada para os uniformes de treino.

### Evolução da capoeira e do abadá
A Capoeira mistura luta e dança e usa agilidade e habilidade do jogador para equilibrar um diálogo com seu parceiro e uma estratégia que o levará a assumir de uma forma elegante o domínio da luta.
O uso de chutes representa os movimentos mais utilizados na roda de capoeira, mesmo que alguns capoeiristas tenham um jogo limpo e sóbrio que envolve mais movimentos e malícia do que os movimentos em si.
Com o nascimento da arte na década de 1970 e de um estilo de capoeira que ajudou a ser introduzida até mesmo em shows e no folclore, os capoeiristas rapidamente integraram novos movimentos, tornando-se mais ágeis e usando a flexibilidade dos atletas, muitas vezes formados a partir de seus primeiros anos de vida.
Essa evolução relativamente recente da arte da Capoeira tem contribuído cada vez mais para a adoção de roupas mais confortáveis para a realização dos movimentos explosivos e tônicos que os capoeiristas usam. Tradicionalmente, os capoeiristas usavam só calças e praticavam seus movimentos de pé e a tronco nu. Mais recentemente, calças mais soltas e flexíveis foram criadas, muitas vezes de material sintético, e foram inseridas na vestimenta, freqüentemente chamadas de abadá de capoeira.
Branco (tradicional) ou de outras cores (normalmente para identificar a afiliação da escola ), o abadá é uma característica distintiva da prática contemporânea, bem como seu instrumento principal, o berimbau.

## Abadá no carnaval
Abadás de carnaval podem ser de qualquer tipo de camisa, com cores arbitrárias e logotipos estampados. No Carnaval de Salvador é muito utilizado nos blocos carnavalescos da cidade.